# 亞馬遜石棺
亞馬遜石棺（義大利語：Sarcofago delle Amazzoni）是一件大型伊特拉斯坎石棺，其歷史可以追溯到公元前4世紀的第三季度。該石棺目前收藏於佛羅倫薩國立考古博物館，是極為罕見的古典時代繪畫的實例，因2007年完成修復而顯得特別鮮豔。

## 描述

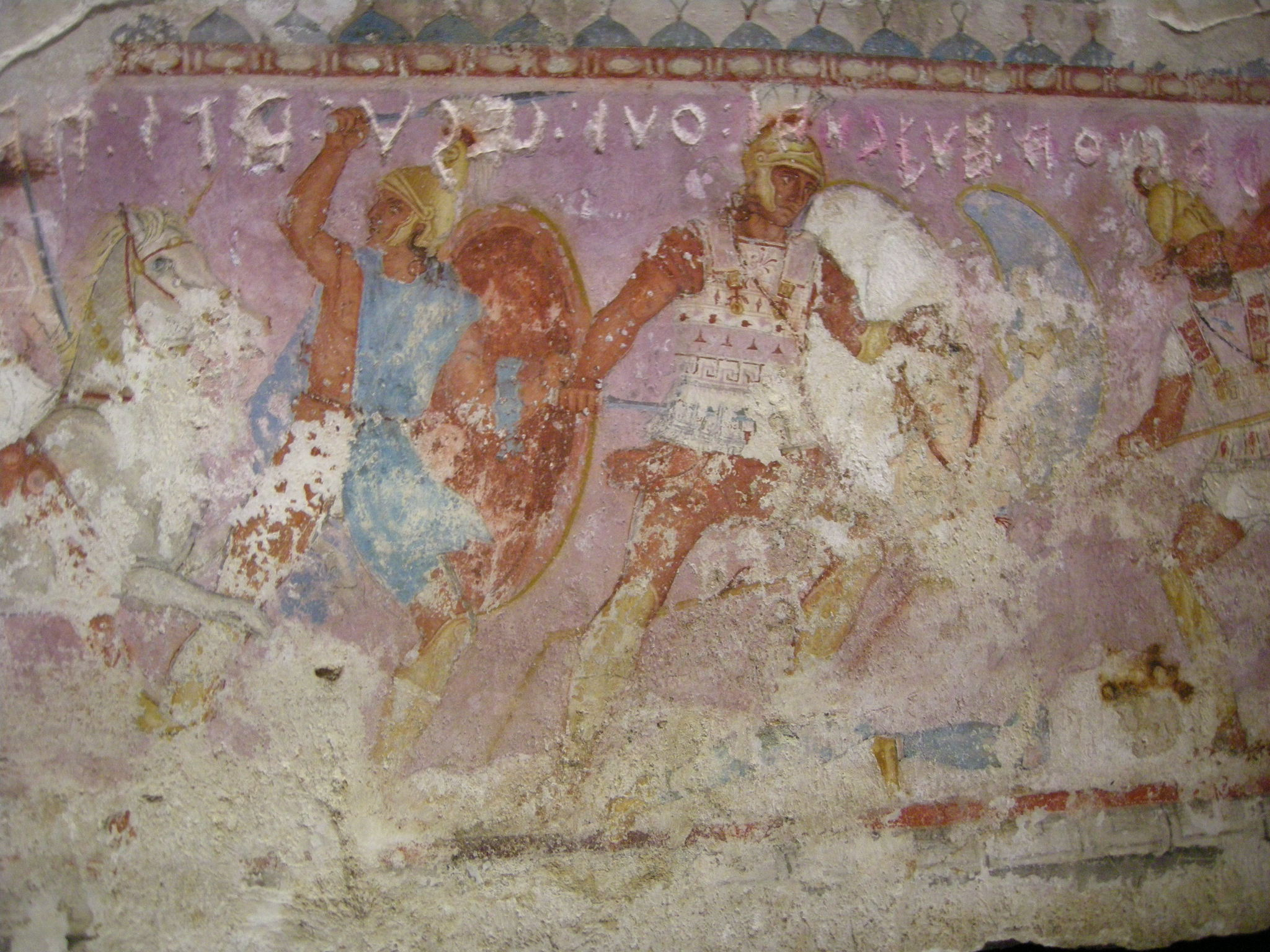
主要邊板的細節

亞馬遜石棺是一件建築風格的石棺，模仿了一座小型神廟，四面飾有古希臘藝術家的彩繪。石棺相當簡單，呈長方體，表面光滑，由一塊小亞細亞大理石製成。在短邊板上方的石棺蓋部分有個浮雕，顯示阿克泰翁被其獵犬撕成碎片。四個角落則有女性頭像。
該石棺邊板描繪了希臘人與亞馬遜人之間的各種動態戰鬥場景。這件美麗的文物代表古希臘人和亞馬遜人之間的鬥爭傳統，圖案種類豐富，包括：騎馬、步行、雙輪戰車等。一些勇敢的女性正在取得勝利，其他人則在這場可怕的戰鬥中必死無疑。與亞馬遜人作戰的人有阿基里斯、貝勒羅豐、戴歐尼修斯、提修斯和海格力斯。
兩邊的長邊板是意合的並排結構。其中一個長邊板的畫面中間有三名戰士組成一組共兩組，正中央可看到一名亞馬遜戰士正在與兩名希臘人搏鬥，一名希臘人即將殺死一名倒下的亞馬遜人，畫面兩側各有一名亞馬遜騎兵與一名希臘步兵搏鬥。另一邊長邊板（畫面品質較差）呈現更嚴格的對稱結構，畫面兩側各有兩名亞馬遜人駕駛著四馬二輪戰車攻擊兩名防衛的希臘步兵。兩個短邊板的畫呈現對比關係。其中一邊描繪了一名亞馬遜人正受到希臘人的攻擊，有名亞馬遜人前來援助。另一邊展示了一名跪著的希臘人被兩名亞馬遜人攻擊的場景。短邊的背景是深色的。頂部有銘文的主要邊板較遵循仿自然形態的原則，所使用的顏色生動而絢麗，以細線流暢表現明暗對比，其他邊板就較為隨興。中央騎馬的亞馬遜戰士特別細膩，肉色的部分呈現出前縮效果，帶著漸變的色彩層次，迴響著公元前4世紀中期的希臘大型繪畫時期所具有的強烈戲劇張力。

石棺上有兩組伊特拉斯坎語的銘刻：一組刻在石棺蓋上；另一組在石棺的其中一個長邊板上。人們注意到，這兩個銘文出自不同人之手：除了筆跡有差異，最重要的是，雕刻者不擔心損毀人物圖案，因此長邊板上的銘文很可能是事後才刻上的。石棺蓋刻著死者的名字「Ramtha Huzcnai」（TLE^2 122），長邊板則複製這段銘文，但補充了一些內容。 這可能是在打開墓穴入葬另一位死者「Ramtha Zertnai」的石棺時，發現因拱頂坍塌，已看不到Ramtha Huzcnai石棺蓋的銘文，只好直接在邊板的畫作補刻所致。

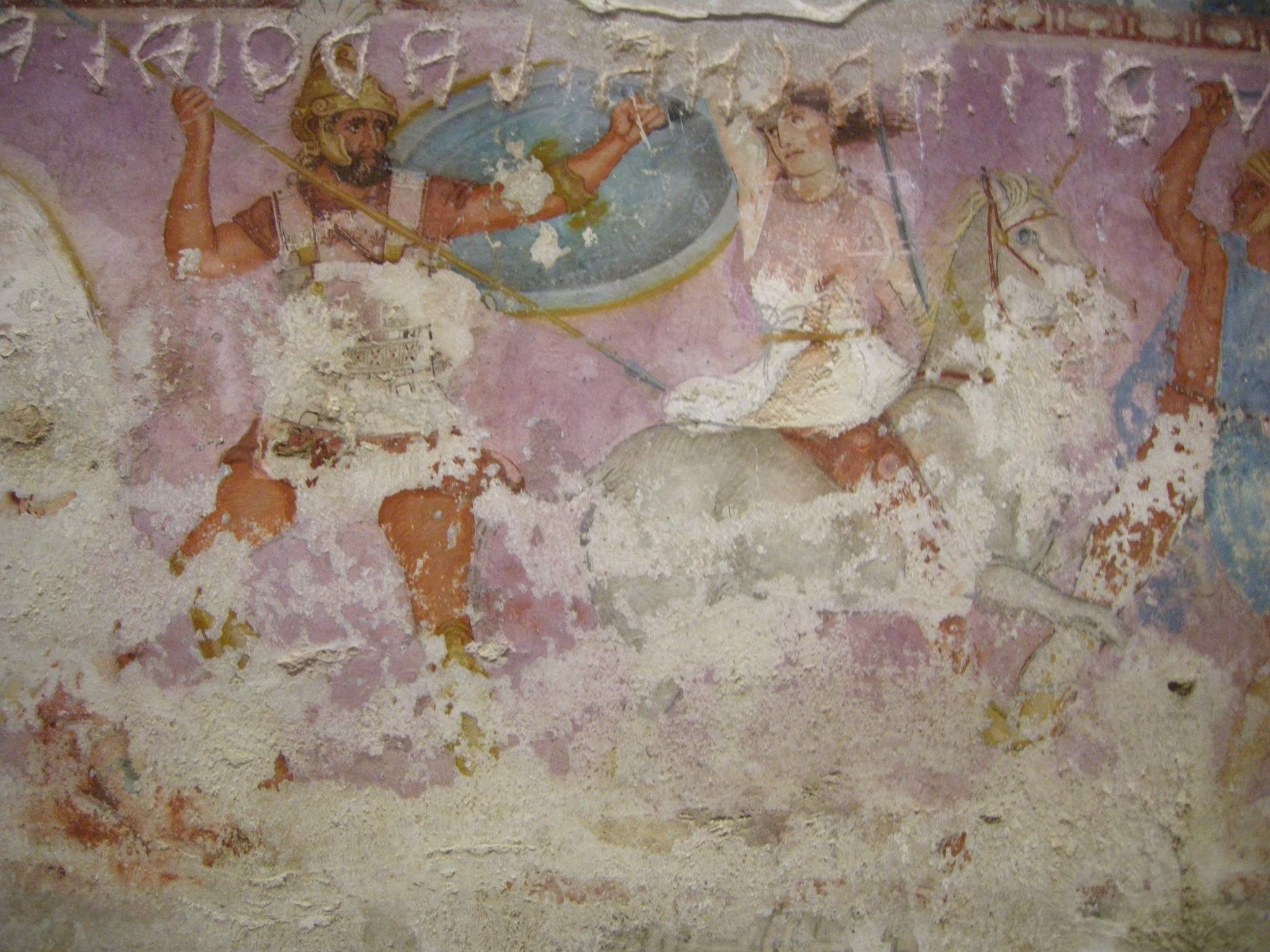
主要邊板的細節，希臘人和亞馬遜人之間的戰鬥

## 歷史
亞馬遜石棺於1869年在塔爾奎尼亞被發現，同時被發現的還有另一個類似的石棺（無具象繪畫）但後來丟失了。1872年，薩伏依王室政府將其移至佛羅倫薩。該工藝品可能是在希臘製造的，並以半成品狀態運到義大利。這個石棺肯定來自希臘（或者更確切地說來自大希臘地區），這一點可從白色雪花石膏看出，伊特拉斯坎不存在這種類型的材料，此外其裝飾的高品質繪畫也是伊特拉斯坎地區無可比擬的。

## 其他圖片

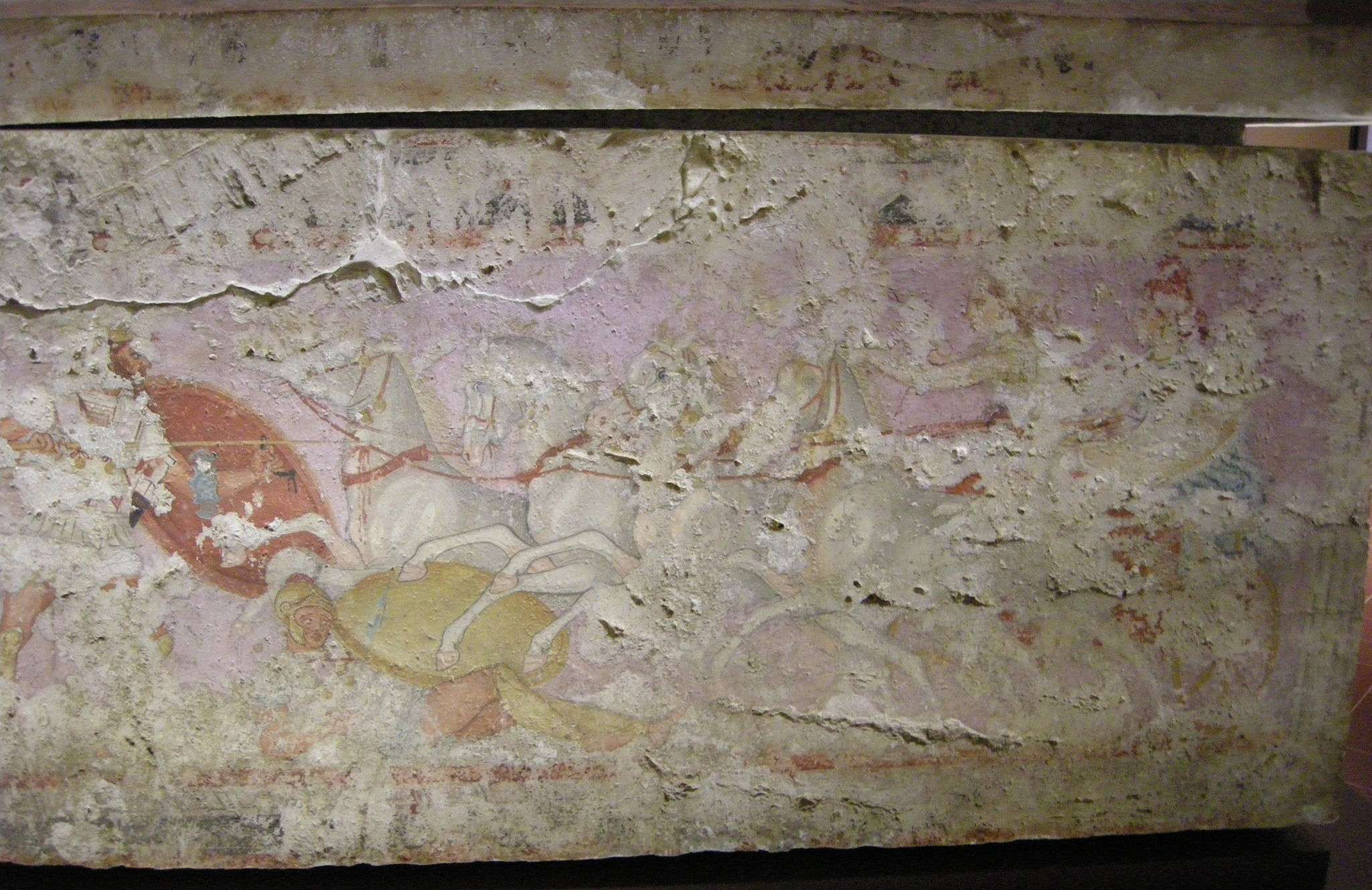
長邊板
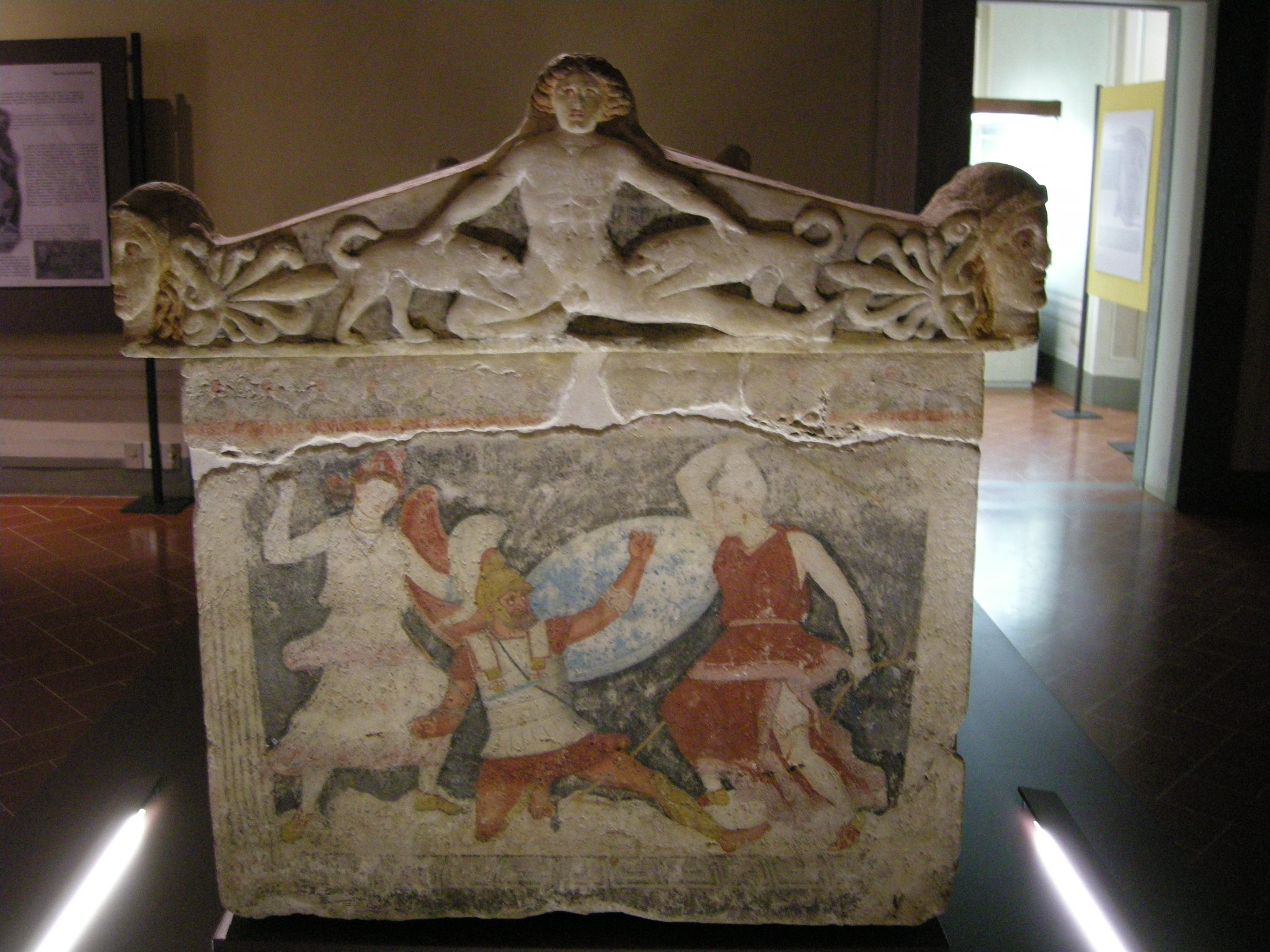
短邊板
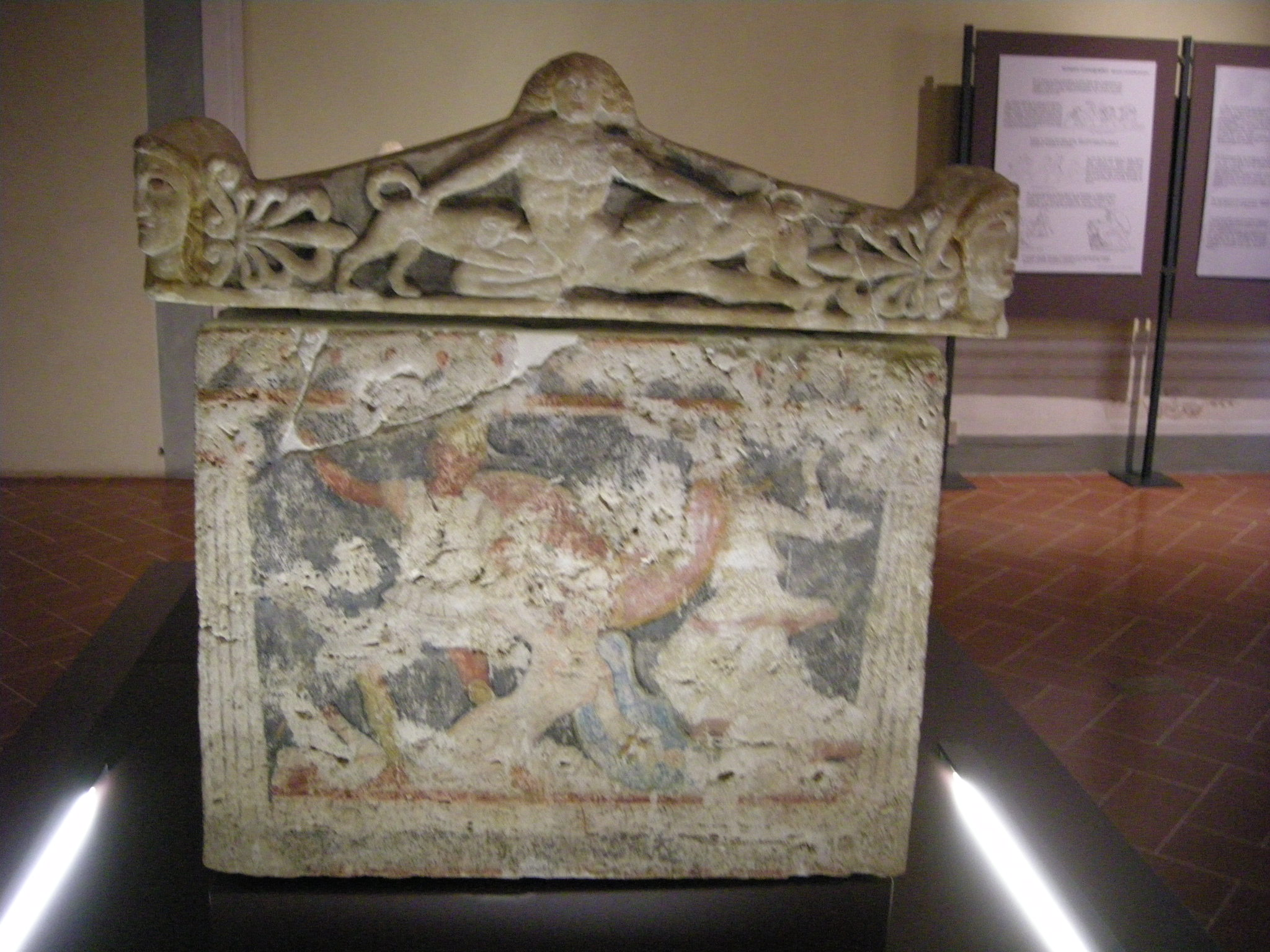
短邊板
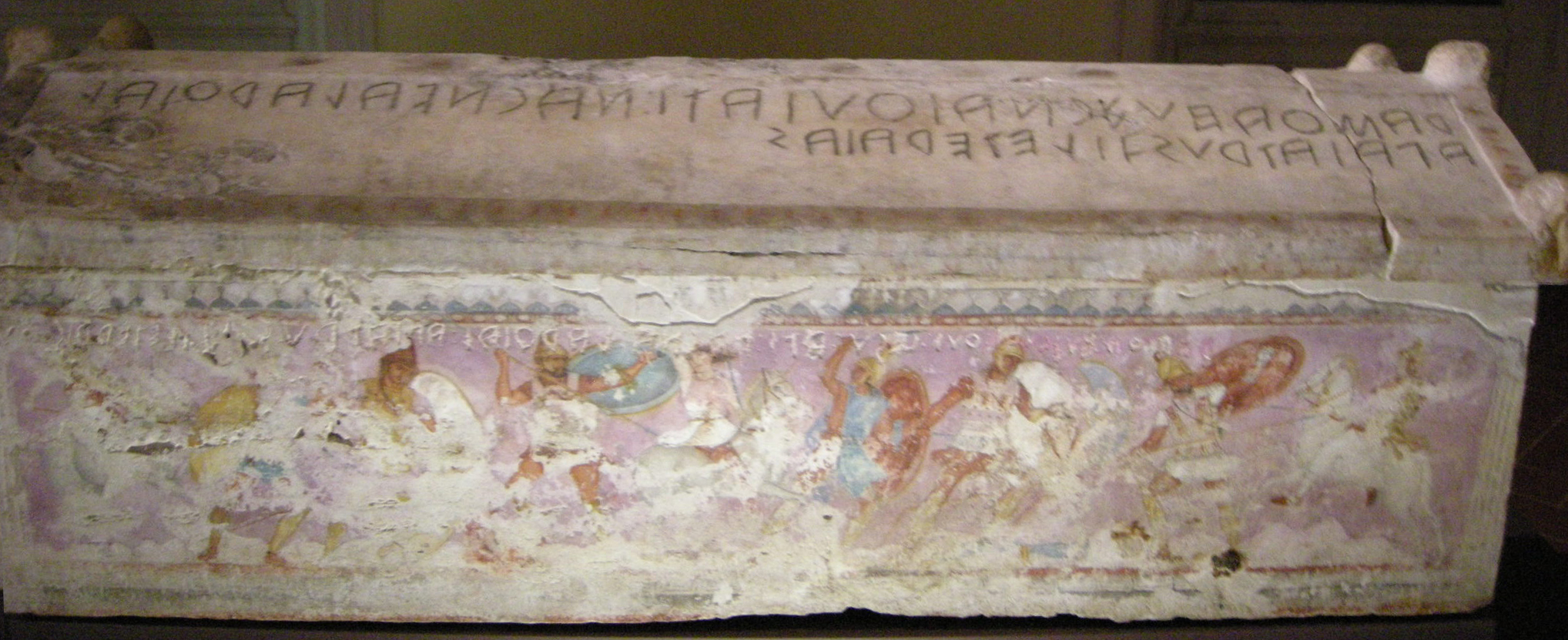
蓋子上刻有銘文
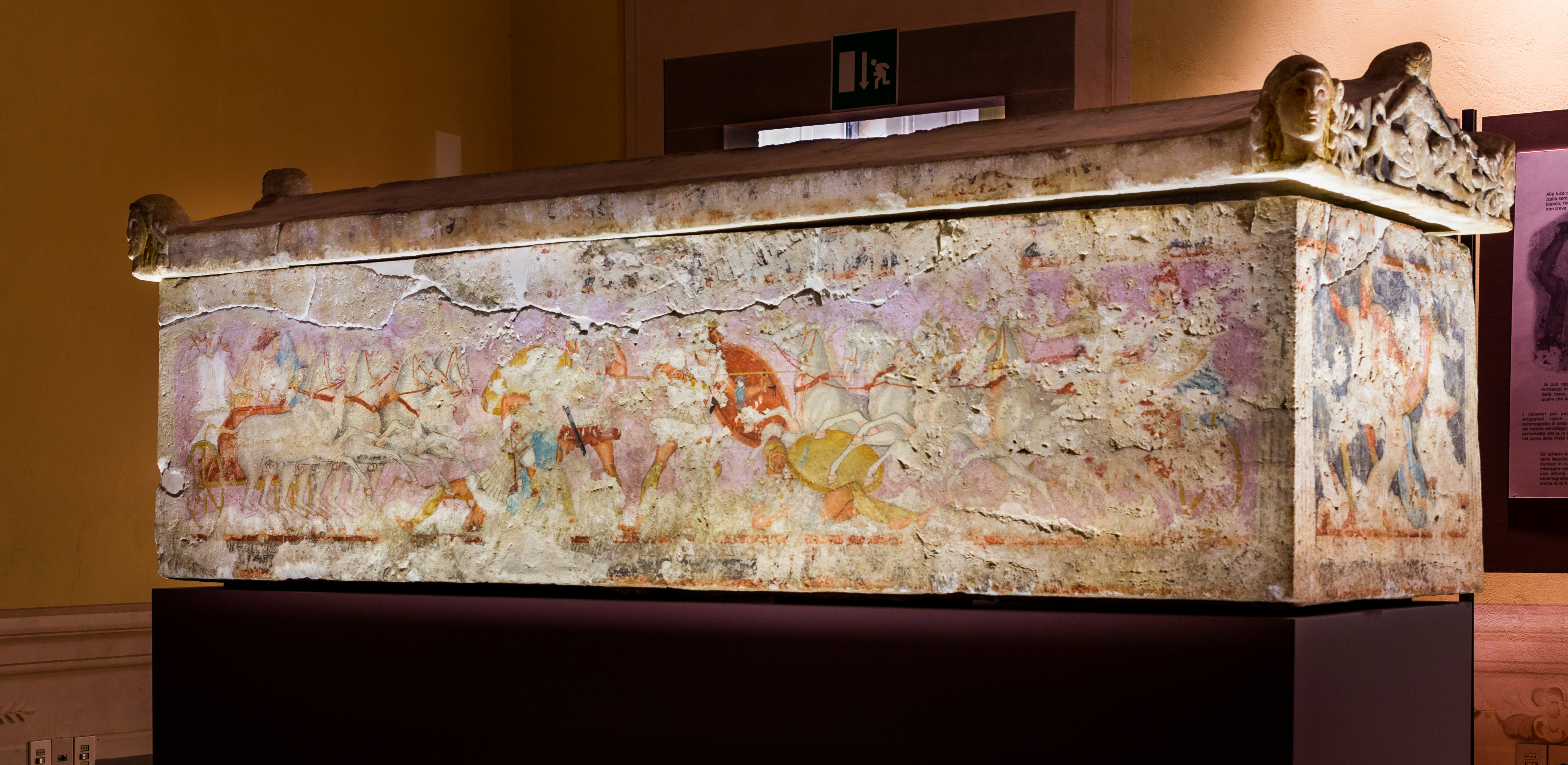
外觀